# 本乡房太郎

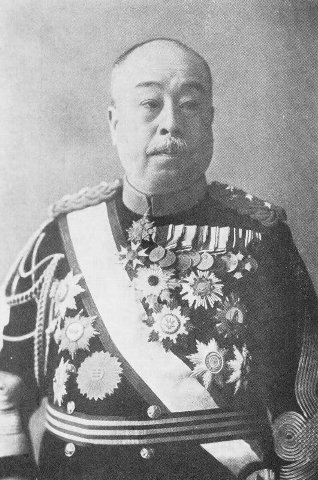
本乡房太郎

本乡房太郎（日语：／，1860年2月15日—1931年3月20日），日本陸軍军官，曾任軍事参議官、青島守備軍司令官、第1师团、第17师团师团長，退役前军衔为陸軍大将，正二位勋一等功三級。退役后任久邇宮宮務監督、大日本武德会会长。

## 生平
1860年2月15日生，为篠山藩（今属兵库县丹波篠山市）藩士本郷貫之助長子。曾就读于丰冈县师范学校，1877年5月退学，就读于陸軍士官学校。1879年12月毕業，授陸軍歩兵少尉衔。翌年5月任职于步兵第6聯隊。1885年2月在陸軍士官学校任职。士官生徒第3期同期者有上原勇作元帥、陆军大将秋山好古。
1885年5月晋升步兵中尉，1891年9月晋步兵大尉，任士官学校教官。1895年6月、晋陆军少佐，任留守第4师团参謀。同年12月在第4師團司令部任职。1896年1月转赴陸軍省軍務局任职，同年5月任軍務局課員。1899年9月、晋步兵中佐。1900年4月再任陸軍士官学校教官。1902年5月任步兵第42聯隊联队長，同年11月晋升大佐。1904年5月参加日俄战争，同年9月17日任陸軍省高級副官，10月退出战场。
1905年7月18日，晋升陸军少将，任俘虜情報局長官并代理陸軍省高級副官事務，9月7日兼任陸軍省人事局局長。1906年2月8日，不再代理高級副官事務。同年4月1日获颁功三級金鵄勋章。1909年3月被派往欧洲，11月回国，期間9月3日被任命为教育总监部本部長。
1912年4月晋升陸軍中将。1913年5月任陸軍次官。1914年4月任第17师团师团長，同年11月30日获颁勋一等瑞宝章。1916年8月改任第1师团师团长。1917年8月任青島守備軍司令官，1918年7月晋升陸軍大将，同年10月10日任軍事参議官，10月28日获颁勋一等旭日大绶章。1921年6月編入预备役。
1925年7月至1930年3月任久邇宮宮務監督。1926年2月任大日本武德会会長，直至1931年3月20日逝世。

## 家族
- 長子本乡义夫（陸軍中将）
- 次子本乡忠夫（陸軍少将）
- 三女本乡周子（实業家伊藤忠兵衛長子伊藤恭一之妻）
- 孫女伊藤武子（政治家河野洋平之妻）
- 曾孫河野太郎

## 相关書籍
- 本郷大将記念事業期成会編 陸軍大将本郷房太郎伝 （页面存档备份，存于）、1933年12月28日。